# Nyt fra Vestfronten 2 - "Spil lige så dum som de andre Edition" Mixtape
Nyt fra Vestfronten 2 er den danske rapper L.O.C.'s (Liam O'Connor) andet Mixtape udgivet i 2008.

## Tracks
1. "Intro"
2. "Overhaling"
3. "Knægt Se Lige Her"
4. "Kanon feat. KlamFyr ApS"
5. "MIG MIG MIG"
6. "Den Hvide Pige"
7. "Elsker Mig Ik' Mer'"
8. "Chefen"
9. "International ..."
10. "E Mili feat. KlamFyr ApS"
11. "Gud"
12. "Det Ny N.Y."
13. "BVLGARI"